# مارك إل. سميث
مارك إل. سميث (بالإنجليزية: Mark L. Smith)‏ هو طبيب أمريكي، ولد في القرن العشرين.